# Distrito electoral de Franklin (condado de Richardson, Nebraska)
Franklin (en inglés: Franklin Precinct) es un distrito electoral ubicado en el condado de Richardson en el estado estadounidense de Nebraska. En el Censo de 2010 tenía una población de 140 habitantes y una densidad poblacional de 1,52 personas por km².

## Geografía
Franklin se encuentra ubicado en las coordenadas 40°13′37″N 95°57′5″O / 40.22694, -95.95139. Según la Oficina del Censo de los Estados Unidos, Franklin tiene una superficie total de 92.08 km², de la cual 91.31 km² corresponden a tierra firme y (0.84%) 0.77 km² es agua.

## Demografía
Según el censo de 2010, había 140 personas residiendo en Franklin. La densidad de población era de 1,52 hab./km². De los 140 habitantes, Franklin estaba compuesto por el 99.29% blancos y el 0.71% pertenecían a dos o más razas.